# 反応熱
反応熱（はんのうねつ、英語: heat of reaction）の定義は、2022年ごろから変化しつつある。その一因は、2022年から高等学校で使用された学習指導要領において「熱化学方程式」が記載されなくなり、高校で教育されなくなったことであろう。2022年以前には、反応熱の定義は、化学反応に伴い、発生もしくは吸収される熱であった。2022年以降には、反応熱の定義として、反応エンタルピーが用いられることが多くなっている。（場合によっては核反応も含まれるが本稿では言及しない）。通常は定圧過程におけるエンタルピー変化（反応エンタルピー ΔrH, reaction）を指す。定義の変化により、反応熱の値の正負が逆転したことに注意が必要である。

## 概要
物質を構成する化学結合は固有のエネルギーを持っており、その物質内の結合が切断される場合は分子（あるいは原子）の内部エネルギーが増大し、結合する場合は減少する。
熱力学が示すように、原子あるいは分子の結びつきの構成が変化する時の内部エネルギー変化は、反応系外との熱の授受で現れる。それゆえ、反応熱とは化学反応の内部エネルギー変化を観測する指標となる。内部エネルギー変化が大きいほど結合力は強く安定であり、結びつきが切断される場合は系内に熱が流入し、結びつきが形成されると系外に熱が放出される。通常の化学反応では反応系内では結合の切断と生成と両方が進行するので、両者の熱的収支の結果が系外から観測されることになる。
相転移にともなう転移熱（ΔtrsH (transition); 蒸発熱 ΔvapH (vaporization)、凝縮熱（−ΔvapH）、昇華熱 ΔsubH (sublimation)、融解熱 ΔfusH (fusion)、凝固熱（−ΔfusH））は化学反応に伴って発生しても反応熱とは別の要因であるが、反応熱の測定方法によっては測定値の中に転移熱が寄与する分も含まれている場合もある。
測定される反応熱には反応の種類あるいは過程により分類され、生成熱（ΔfH, formation）、燃焼熱（ΔcH, combustion）、中和熱、溶解熱（ΔsolH, solvation）、希釈熱、混合熱（ΔmixH, mixing）、吸着熱などとも呼ばれる。
反応熱は熱力学的な状態量を考慮すると、定圧反応の場合と定積反応の場合では厳密には異なり、前者を定圧反応熱、後者を定容反応熱と呼ぶ。特に断らない限りは反応熱は前者の定圧反応熱が利用される（燃焼反応等では定容反応熱が測定しやすい）。熱力学では定積過程では内部エネルギーが定圧過程ではエンタルピーが使用される為、定圧反応熱はエンタルピーで、定容反応熱は内部エネルギーで表示される。
定圧反応の場合、反応物から生成物へ変化する過程のエンタルピー変化が負の場合、反応系外に熱が放出され、発熱反応（はつねつはんのう、exothermic reaction）となる。反対にエンタルピー変化が正の場合、熱を系外から吸収し、吸熱反応（きゅうねつはんのう、endothermic reaction）となる。
最も一般的な発熱反応は燃焼であり、水素ガス (H2) の燃焼による水 (H2O) の生成は激しい反応過程である。ほかにもおだやかな反応を行うものは、鉄粉 (Fe) の酸化などがあり、これは使い捨てカイロに使われている。
熱力学第一法則の示す通り、過程の違い（激しい酸化・穏やかな酸化）、すなわち反応速度の大小と、反応熱の絶対値とは直接には関係がない。反応熱は反応速度によらず、反応に固有な一定値である。
化学反応はギブズエネルギーが減少する方向に自発的に進行する。ギブズエネルギー G とエンタルピー H は、温度を T、エントロピーを S とすると
ΔG = ΔH − TΔS
の関係にあるので、定温定圧の場合は
1. エンタルピーの減少が大きく
2. エントロピーの増加が大きい

ほど反応は進行することを意味する。発熱反応の場合エンタルピー変化が負の為、反応は自発的に進行する。一方、吸熱反応の場合はエントロピーの増加がエンタルピー減少を上回らないと自発的に進行しない。もちろん、自発的に進行しない反応も、生成物を除去したりル・シャトリエの原理など圧力等の状態量を変えて化学平衡を偏らせることによって進行させることは可能である。

## 熱化学方程式
ヘスの法則が示すように、化学反応で発生する反応熱は熱力学第一法則に従うので、化学反応を構成する各段階が発熱過程であれ吸熱過程であれ、最終的な化学反応の熱収支は各段階の熱収支を代数的に積算することで求められる。また、熱力学第一法則は過程の経路の違いに関係することなく出発状態と最終状態のみで熱収支が決定されることを保障する。このことは、実際の反応経路とは異なる化学反応の反応熱を代数的に組み合わせても、反応の反応物（出発状態）と生成物（最終状態）が物質量的に合致していればそれらの反応熱の代数和は、目的の反応の反応熱と一致することを意味する。
この目的で、反応式と生成熱とを組み合わせた化学反応式を熱化学方程式と呼び、反応式に反応エンタルピーを併記する:
N2 (g) + 3H2 (g) → 2NH3 (g) ; ΔrH = -91.80 kJ/mol
熱化学方程式の表記法としては生成熱を反応式の右辺に ∓（反応エンタルピーと逆の符号）記号で結合させる記法
N2 (g) + 3H2 (g) = 2NH3 (g) + 91.80 kJ
もあるが、反応物とエネルギーを等号で結ぶため推奨されない。後者の記法は、前記のとおり、2022年から高等学校で使用された学習指導要領において記載されなくなり、高校で教育されなくなった。
熱化学方程式（ヘスの法則）を使用すれば反応熱が既知の化学反応を代数的に組み合わせることで反応熱が未知の反応についても、反応熱の値を求めることができる。熱化学方程式の場合、反応物あるいは生成物の相が気相 (g), 液相 (l), 固相 (s) のいずれであるかによって反応熱の値の中で転移熱に相当する分が変わってくる。したがって、熱化学方程式では符号 (g), (l), (s) を使用して反応物や生成物の状態を明示する必要がある。ただし全反応が溶液中で進行することが明らかな場合は符号が省略される場合もある。